# Римский кружок
«Римский кружок» (нем. Römischer Кreis) — творческое объединение художников немецкого неоклассицизма, лидерами которого были трое выдающихся деятелей немецкой культуры: философ Конрад Фидлер (1841—1895), живописец Ханс фон Маре (1837—1887) и скульптор Адольф фон Гильдебранд (1847—1921). К ним примкнули Арнольд Бёклин (1827—1901), приехавший в Рим в 1850 году, и Ансельм Фейербах (1829—1880), прибывший в Вечный город в 1855 году. Члены кружка работали в Риме в 1860—1870-х годах, желая приобщиться к «истинным» ценностям художественной культуры, противопоставляя их «упадническому» немецкому искусству того времени.
Живописец Маре был на десять лет старше Гильдебранда и считается, что основные идеи принадлежали именно ему, а также К. Фидлеру, но реализовать их на практике и в теоретическом трактате смог именно Гильдебранд. Живописец Ханс фон Маре впервые приехал в Италию в 1865 году и был поражен «особенным чувством формы», присущим итальянским художникам. У них он учился ясности и конструктивности композиции. Маре и Фидлер стремились создать простую и ясную концепцию «мудрого вѝдения», преодолеть распространённый в то время в искусстве натурализм, салонность и омертвелый академизм. В своих живописных произведениях Маре пытался отойти от «бездумного копирования действительности» и научиться выявлять «пластическую определённость», структурную основу изображения, так «как это умели делать древние греки». В произведениях Маре будто оживают рельефы древнегреческих метоп и надгробий. Они отличаются конструктивностью композиции и ясностью формообразования.
С 1867 года членом «Римского кружка» был скульптор А. фон Гильдебранд. Его произведения напоминают античные статуи Поликлета и его школы. Некоторые идеи членов римского кружка были использованы художниками течения, названного позднее «неоидеализмом». Гильдебранд под воздействием идей своего друга Маре, который был старше его на десять лет, опытнее и авторитетнее в искусстве, также исповедовал принципы архитектоничности (выстроенности композиции) и «архитектонического преображения формы», предпочитая их поверхностно-занимательному подходу к изобразительному искусству. Свои идеи он изложил в книге «Проблема формы в изобразительном искусстве» (1893), в которой с точки зрения профессионального скульптора дал анализ закономерностей формообразования в изобразительном искусстве (в том же году опубликована книга А. Ригля «Проблемы стиля»).
Книга Гильдебранда стала учебником для нескольких поколений художников. Многие штудировали эту книгу, переведённую на французский и английские языки. В ней они находили ответы на самые сложные проблемы собственного творчества. Генрих Вёльфлин написал на книгу Гильдебранда восторженную рецензию. Вёльфлин считал, что атмосфера «римского кружка» и книга Гильдебранда оказали решающее влияние на формирование его теоретической концепции. В предисловии к первому изданию книги «Классическое искусство» (1899) Вёльфлин сравнил воздействие работы Гильдебранда со «свежим дождём, упавшим на изнурённую засухой почву». Позднее Вёльфлин говорил, что «Гильдебранд научил его видеть».
За свою книгу Гильдебранд получил степень доктора университета в Эрлангене (город близ Нюрнберга, Бавария). Книгу Гильдебранда «Проблема формы в изобразительном искусстве» в 1913 г. перевели с немецкого на русский язык В. А. Фаворский и Н. Б. Розенфельд (издание 1914 г.; вт. издание — М.: МПИ, 1991)
Философ Конрад Фидлер рассматривал произведение изобразительного искусства в качестве феномена «чистой визуальности» (нем. reinen Sichtbarkeit), автономной формальной структуры, не сводимой к иным формам мышления. В книгах «Об оценке произведений изобразительного искусства» («Über die Beurteilung von Werken der Bildenden Kunst», 1876), «О происхождении художественной деятельности» («Der Ursprung der künstlerischen Thätigkeit», 1887) немецкий философ утверждал самостоятельную природу изобразительного искусства, которое можно понять только из «зрения». Искусство, по концепции Фидлера, представляет собой «вторую реальность», результат независимой деятельности человеческого духа. Сходную эстетическую теорию разрабатывал немецкий философ Теодор Липпс (1851—1914). В книге «Эстетическое созерцание и изобразительные искусства» (1905) Липпс провозгласил основополагающей категорией искусства «вчувствование» (нем. Einfühlung) как «объективацию внутреннего мира» художника. Именно этот термин в дальнейшем использовал немецкий историк искусства и философ Вильгельм Воррингер (1881—1965), ученик Г. Вёльфлина.
В Старой национальной галерее в Берлине имеется отдельный зал, посвящённый творчеству художников «Римского кружка».